# Werkverzeichnis von Camille Pissarro
Das Werkverzeichnis (Catalogue raisonné) des französischen Malers Camille Pissarro erschien 1939 in Paris. Mit dieser Ausgabe von Paul Rosenberg haben die beiden Autoren Ludovic Rodolphe Pissarro und Lionello Venturi erstmals ein Werkverzeichnis vorgelegt, das nach der großen Retrospektive im Musée de l’Orangerie in Paris zum 100. Geburtstag des Künstlers 1930 entstand. 2005 konnte nach 20-jähriger Vorarbeit ein völlig neuer Gesamtkatalog herausgegeben werden. Diese Arbeit war ursprünglich 2001 von Daniel Wildenstein initiiert worden, der vor der Veröffentlichung starb.

## Kataloggenese
Erste Anregungen zu einem Werkverzeichnis Pissarros sind wenige Monate vor seinem Tod in einem Briefwechsel mit seinem ältesten Sohn Lucien am 31. März 1903 zu finden. Der Sohn schrieb an seinen Vater, dass ihn nichts davon abhalte, eine Ausstellung mit seinen besten Werken zu organisieren und diese mit der Veröffentlichung des oft besprochenen Catalogue Raisonné zusammen stattfinden zu lassen. Dieser schien sich mit der Idee anzufreunden und hob vor allem den praktischen Aspekt hervor, als er ihm am 18. April antwortete: 

„Je suis avec ton avis qu’il faut joliment ruminer son affaire quand on veut arriver à quoi que ce soit, le catalogue est certainement une chose pratique, néssaire, et que je serais très heureux de voir se réaliser, mais pour y arriver il faut ta présence ici. Mes travaux m’absorbent trop pour que je puisse m’en occuper, le classement est urgent ; depuis quelques années je ne m’en suit plus occupé, il faudrait tout revoir, je ne puis compter que sur toi qui sait ce qu’il faut faire et qui apprécie ce qu’il faut choisir ou rejeter. Il faudrait venir en France, je pense que tu pourrais même en vendre ici. […] Je suis donc tout à fait de ton avis, mais il ne faut pas traîner en longueur.“

„Ich bin Deiner Meinung, dass man über seine Geschäfte immer wieder hübsch nachdenken muß, wenn man zu etwas kommen möchte. So ist der Katalog sicherlich eine praktische Sache, notwendig, und ich wäre sehr glücklich, ihn realisiert zu sehen, aber um dorthin zu kommen, braucht es Deine Anwesenheit hier. Meine Arbeiten beanspruchen mich zu sehr, als daß ich mich darum kümmern könnte. Das Sortieren ist dringend; seit ein paar Jahren habe ich mich nicht mehr darum gekümmert. Man müsste alles wieder durchsehen, ich kann da nur auf Dich zählen, der Du weißt, was zu tun ist, und der einschätzen kann, was man auswählt oder auslässt. Du müsstest nach Frankreich kommen, ich denke, dass Du hier sogar verkaufen könntest. […] Ich bin also gänzlich Deiner Meinung, aber man sollte das nicht zu lange hinauszögern.“

 Camille war ob dieses Vorhabens sehr glücklich. Er betonte aber, dass dafür Luciens Anwesenheit in Frankreich notwendig sei, auch, weil er selbst sehr viel zu tun habe. Er könne nur auf ihn zählen, weil sein Sohn wisse, was zu tun und zu vermeiden sei. Vielleicht könne Lucien auch noch ein paar Verkäufe durchführen, hofft der Vater. In erster Linie ginge es bei der Katalogisierung aber um die Klassifizierung.
Danach gibt es zu diesem Thema keinen weiteren Schriftverkehr mehr zwischen den beiden. Pissarro schien währenddessen einen Kampf gegen die Uhr zu führen, um sein Lebenswerk erfolgreich zu Ende zu führen. Er könne nicht einfach nur unbeteiligt daneben stehen, schrieb er Lucien, und später „malheureusement je n’ai pas le pouvoir de faire arrêter le soleil“ und meinte damit die Tage mit Sonnenlicht, die er zum Malen ausnutzen musste. In seinen letzten Lebensjahren war er von einer wahren Schaffenswut befallen: „Tout que je sais, il faut absolument que je produise…“.
Einen Catalogue Raisonné mit den Werken seines Vaters herauszugeben, lässt Lucien nicht mehr los. Tatsächlich besucht er im Juli 1903 seinen Vater und trifft dabei auch seinen Bruder Ludovic, den er ebenfalls von der Umsetzung dieser Idee begeistern kann. Es sind vor allem diese beiden, die wesentlich zur Umsetzung des Vorhabens beigetragen haben.
Bereits Anfang der 1890er Jahre wurde im Zusammenhang mit der Kunstkritik an Pissarros Werken das Erfordernis einer chronologischen Werkschau deutlich. Louis Brès (* 12. November 1834), ein Kunstkritiker aus Marseille, datierte den Beginn des Interesses an den Werken Pissarros auf diesen Zeitpunkt. Von seinem Tod 1903 bis zu seinem 100. Geburtstag 1930 gab es retrospektive Ausstellungen, die noch ohne eine derartige Übersicht kuratiert werden mussten. Über eine Ausstellung bei Durand-Ruel hieß es 1892: „une dernière exposition […] nous montrait en pleine possession de son talent et de plus, nous initiait aux travaux de toute sa carrière par un classement chronologique de son œuvre“.
Ähnlich lautende Forderungen wurden immer wieder gemacht: Zum Problem der Klassifizierung seiner Werke schrieb Maurice Denis unter seinem Pseudonym P.L. Maud (Pseudonym litteraire Mau(rice) D) im L’Occident, einem französischen Literaturmagazin, Ende November 1903: „… l’on peut distinguer les périodes successives de sa production, analyser les influences qu’il subit …“. Er beklagte die fehlenden Vergleichsmöglichkeiten, um die Einflüsse des Künstlers beurteilen zu können. Ihm fehlte das Aufzeigen von Parallelen zu Gaugin, der mit den Südseeinsulanern schließlich ähnliche Motive wie Pissarro thematisierte habe. Auch Camille Mauclair beklagte das Fehlen eines Kataloges und prognostizierte, dass ein solches Unterfangen keine leichte Aufgabe wäre: „Il est impossible d’évaluer le nombre des œuvres de Pissarro, comme d’ailleurs, de celles de tous les impressionnistes. Cela tient à plusieurs raisons, …“
Viele seiner Lebensgefährten und Befürworter setzten sich erst jetzt richtig für ihn ein. So etwa Georges Lecomte (1867–1958), der später die Leitung der renommierten Pariser Grafikschule École Estienne übernehmen sollte, und der nicht müde wurde zu betonen, dass Pissarro unter den führenden Impressionisten sei. Er textete: „Tout, l’âme en deuil, nous marchions recueillis, évoquant avec émotion les sages idées qu’il exprimait sur l’art avec tant de grâce descrète, ses nobles paroles de confiance en l’avenir, et sa belle tête blache aux yeux candides, d’un sourire si adorablement jeune […]. En cédant aux instance d’Octave Maus pour écrire ces paroles d’adieu, j’espérais avoir la force de dominer ma peine et d’analyser l’œuvre magistral de Camille Pissarro. […] Mail dès premières lignes j’ai senti que ma douleur est encore trop vive pour le calme d’une telle entreprise.“ Diese Erinnerungen und Reflexionen konnten ihn also nicht veranlassen, selbst eine derartige Übersicht anzufertigen.
Wie ein Ritterschlag kam 1904 in der Galerie Durand-Ruel die mit 170 Werken aus der Zeit 1864 bis 1903 seinerzeit umfassendste Werkschau Pissarros Œuvre. Der gern skandalisierende, judenfeindliche Kunstkritiker Octave Mirbeau ließ sich von Pissarros Witwe Julie für den Ankauf mehrerer seiner Werke beraten und hat offensichtlich die Ausstellung befördert. Er schrieb dazu: „Plus qu’aucun peintre, il aura été le peintre, vrai, du sol, de notre sol. […] Je l’ai connu et je l’ai vénéré“ und ist damit differenzierter als bei bisherigen Äußerungen. Im Vorwort zum Ausstellungskatalog schrieb er und deutet damit auf die Arbeit hin, die noch zu vollbringen ist: „Il manque bien des choses que notre piété eût voulu retrouver parmi cette œuvre énorme et dispersée“. Viele der Werke hingen in den Vereinigten Staaten, andere wären bereits in führenden Museen Europas, so gerade parallel in einer sehr beliebten Galerie in Berlin, bei vielen Werken wären sie nicht in der Lage gewesen, sie im Heimatland zu halten. Trotzdem sei diese Schau ganz repräsentativ und charakteristisch für den Künstler.

Es sollte noch bis 1923 dauern, bis Pissarros ältester Sohn, Lucien, zusammen mit seinem Bruder Rodo einen ersten Catalogue raisonné veröffentlichen konnte. Bis zum 100. Geburtstag des Künstlers 1930, zu dem eine große Retrospektive zu seinen Ehren stattfand, wurde er noch weiter verbessert und neu herausgegeben. Der Ausstellungsort Musée de l’Orangerie in Paris war eine große Anerkennung staatlicherseits; noch nie zuvor gab es eine derartige Unterstützung in Frankreich. Sowohl die Katalog- als auch die Ausstellungsmacher waren daran interessiert, eine möglichst umfassende Werkschau präsentieren zu können, um die Bedeutung des Künstlers hervorheben zu können, das vereinzelt noch angezweifelt wurde.: S. 8–9 Im Gegensatz zu einer zuvor kuratierten Manet-Ausstellung zeigte die Pissarro-Werkschau nur fertige Bilder und nicht vereinzelte, hingeworfene Skizzen. Ein umfassender Bericht erschien in der Paris-Soir und vermittelte den Lesern das Bild eines weitläufigen, international bereits anerkannten, nationalen Künstlers. Kritiker bemängelten die offensichtlich unchronologische Zusammenstellung der Räume: „Es wäre zweifelsfrei vorteilhafter gewesen, wenn die Gemälde der gleichen Zeit zusammen hängen würden. Es würde die Ausstellung nicht nur attraktiver erscheinen lassen, auch die Dokumentation würde dadurch gewinnen.“ Trotz der technischen Fehler war die Ausstellung ein Erfolg. So wie bei Harry Graf Kessler dürfte auch bei anderen Museumsbesuchern die Wirkung Pissarros Bilder gewesen sein: 

„Er bleibt ein Meister dritten Ranges, weder Genie, noch grosses Talent; eher sogar noch ein Pfadfinder. Aber ihm fehlt die starke, wertgebende Persönlichkeit. Was er sieht und sagt, scheint immer nebensächlich, fast gleichgültig. Nicht dass er Corot, Courbet, Millet, Monet, Seurat abschreibt, aber dass sein Eigenes so wenig packt, setzt ihn herab. Immerhin, dritten Ranges, d. h. ein tüchtiger, feiner, eigener Künstler ist er.“

## Katalog
Sein Werk lässt sich aufgrund seiner Arbeitsweisen und Aufenthaltsorte in folgende Perioden teilen:
| Zeitraum                                                                              | Bezeichnung                          | dt. Bezeichnung               | Werknummern 1939 | Werknummern 2005 |
| 1852–1860                                                                             | Années d’apprentissage               | Lehrjahre                     | 1–14             | 1–45             |
| 1852 · 1854 · 1856 · 1857 · 1858 · 1859 · 1860                                        |                                      |                               |                  |                  |
| 1861–1868                                                                             | Réalisme symbolique                  | Réalisme symbolique           | 15–69            | 46–131           |
| 1861 · 1862 · 1863 · 1864 · 1865 · 1866 · 1867 · 1868                                 |                                      |                               |                  |                  |
| 1869–1873                                                                             | La Formation du goût impressionniste | Reifebildung                  | 70–236           | 132–324          |
| 1869 · 1870· 1871 · 1872 · 1873                                                       |                                      |                               |                  |                  |
| 1874–1880                                                                             | Épanouissement de l’impressionnisme  | Blütezeit des Impressionismus | 237–528          | 325–640          |
| 1874 · 1875 · 1876 · 1877 · 1878 · 1879 · 1880                                        |                                      |                               |                  |                  |
| 1881–1890                                                                             | Néo-Impressionnisme                  | Neoimpressionismus            | 529–760          | 641–904          |
| 1881 · 1882 · 1883 · 1884 · 1885 · 1886 · 1887 · 1888 · 1889 · 1890                   |                                      |                               |                  |                  |
| 1891–1903                                                                             | Les dernières années                 | Die letzten Jahre             | 761–1316         | 905–1528         |
| 1891 · 1892 · 1893 · 1894 · 1895 · 1896 · 1897 · 1898 · 1899 · 1900· 1901· 1902· 1903 |                                      |                               |                  |                  |

Darüber hinaus gibt es noch eine Vielzahl von Zeichnungen, Holzschnitten, Gouaches und anderes, die unter den Nummern 1317–1668 (1939) gelistet sind.

## Besonderheit
Der zweite Sohn von Camille Pissarro, Georges Pissarro, fotografierte die Gemälde zu Lebzeiten seines Vaters direkt im Atelier. Camille Pissarro hat seine Werke jedoch manchmal nachträglich verändert. Daher kommt es zu der ungewöhnlichen Konstellation, dass einige wenige Gemälde im zweiten Werkverzeichnis von 2005 Unterschiede zum ersten Werkverzeichnis aufweisen: Beispiel WVZ Nr. 1164 „Le Louvre, après-midi ensoleillé“ (1901).